# Шпортько Софія Андріївна
Софія Андріївна Шпортько (1913, тепер Полтавська область — ?) — українська радянська діячка, машиніст котла Зуївської ГРЕС Харцизького району Сталінської (Донецької) області. Депутат Верховної Ради СРСР 5-го скликання.

## Життєпис
Народилася 1913 року в селянській родині на Полтавщині. Освіта початкова.
З 1929 по 1931 рік працювала в колгоспі.
З 1931 року — розсильна, прибиральниця, мотористка, машиніст парових котлів Зуївської державної районної електростанції (ДРЕС) на Донбасі. Під час німецько-радянської війни перебувала в евакуації.
Член ВКП(б) з 1943 року.
З 1944 року — машиніст парових котлів Зуївської ДРЕС Харцизького району Сталінської (Донецької) області.

## Нагороди
- орден Трудового Червоного Прапора
- орден «Знак Пошани»
- медалі